# Ana Belén
María del Pilar Cuesta Acosta, más conocida por su nombre artístico Ana Belén (Madrid, 27 de mayo de 1951), es una cantante, actriz y directora española. En su larga trayectoria artística de más de sesenta años, ha actuado en cuarenta películas, en unas treinta obras de teatro y ha publicado más de treinta y cinco discos. Ha obtenido los premios más importantes de la música, el cine y el teatro.
Comenzó su carrera como estrella infantil en películas y programas de radio y enseguida se convirtió en una celebridad. Durante su juventud fue conocida popularmente como «la Novia de España» y «la Musa de la Transición». Durante los años 80 cosechó numerosos éxitos en la música y en el cine, uniéndose a otros artistas de la época.
Desde 1972 está casada con el cantautor asturiano Víctor Manuel, su pareja artística en muchas ocasiones.

## Biografía
Nació el 27 de mayo de 1951 en el barrio de Lavapiés, en la calle del Oso. Fue la mayor del matrimonio formado por Pilar Acosta, que regentaba una portería y de Fermín Cuesta, cocinero del Hotel Palace.
En 1961 debutó en un programa de Radio España, Vale todo, presentado por Bobby Deglané y en el que ya dio muestras de saber estar sobre un escenario. En 1964, año en que grabó sus primeras canciones, ya era conocida en las emisoras musicales como nueva niña prodigio. De ese primer sencillo, la canción más promocionada fue «Qué difícil es tener 18 años».
Tras firmar un contrato con la productora Época Films, con trece años protagonizó la película Zampo y yo, dirigida por Luis Lucía, y de cuya protagonista tomó el nombre artístico.
Después del fracaso de la película, el reconocido director teatral Miguel Narros, que se había fijado en ella durante el rodaje, la animó a formarse y emprender una carrera como actriz teatral. A los quince años debutó en el Teatro Español, cuyo director era Narros, con la obra Numancia de Miguel de Cervantes. Hasta 1970 formó parte de la compañía del Teatro Español e intervino en obras como Las mujeres sabias, El rey Lear y Don Juan Tenorio y con compañeros de reparto como Agustín González, María Luisa Ponte, Julieta Serrano y Berta Riaza, con los que hizo sus primeras giras por España.
A partir de 1970 comenzó a desarrollar una intensa carrera teatral, musical, cinematográfica y televisiva, siendo considerada una de las principales figuras del momento. Pasó parte de su infancia en Cabezuela (Segovia), donde su abuela fue maestra rural. Gracias a este vínculo, Ana Belén cuenta con una calle dedicada a ella. Además fue pregonera en las fiestas patronales del pueblo.
En 1972 contrajo matrimonio con el cantante Víctor Manuel, con el que colaboró en numerosas actuaciones musicales. 
Tiene dos hijos, David San José, músico, y Marina San José, actriz.
En 1974 Ana Belén y Víctor Manuel se afiliaron al Partido Comunista de España siendo unas de las caras más visibles de este partido durante la Transición española.
Sin embargo, en una entrevista realizada en 2019 para Vanity Fair ella manifestó públicamente su ruptura con ese partido, admitiendo que ya no se consideraba comunista.
En diciembre de 2024, realizó una versión de su canción 'España camisa blanca' en el Museo del Prado

## Discografía[8]

### Álbumes de estudio
- Tierra (1973)
- Calle del Oso (1975)

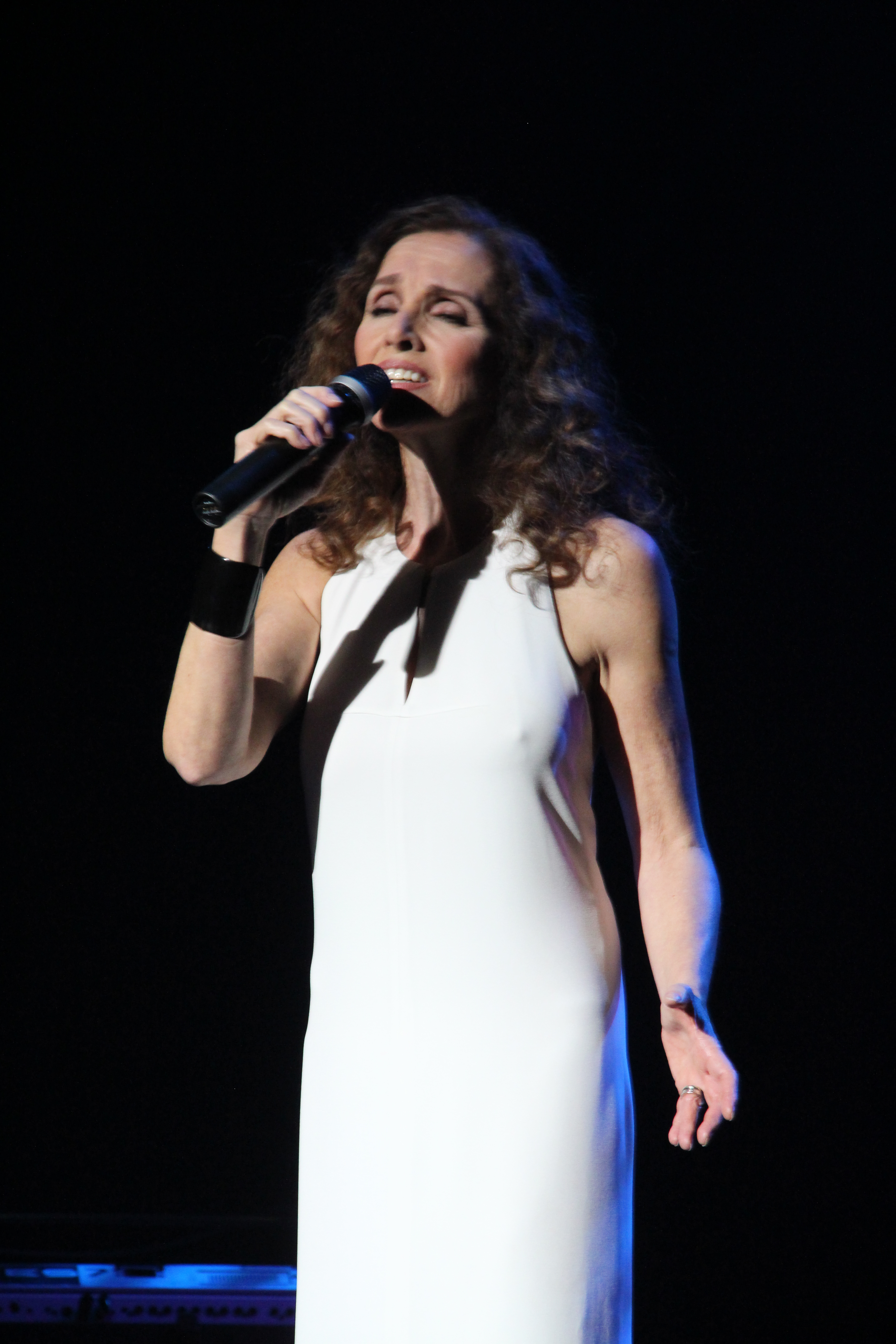
Ana Belén en un concierto en 2013.

- La paloma de vuelo popular - Nicolás Guillén (1976)
- De paso (1977)
- Ana (1979)
- Con las manos llenas (1980)
- Ana Belén (1981)
- Ana en río (1982)
- Geminis (1984)
- A la sombra de un león (1988)
- Rosa de amor y fuego (1989)
- Como una novia (1991)
- Veneno para el corazón (1993)
- Mírame (1997)
- Lorquiana (Poemas de Federico García Lorca) (1998)
- Lorquiana (Canciones de Federico García Lorca) (1998)
- Peces de ciudad (2001)
- Viva L'Italia (2003)
- Anatomía (2006)
- A los hombres que amé (2011)
- Vida (2018)
- Vengo con los ojos nuevos (2025)

#### Álbumes Colaborativos
- Al Diablo, con amor (con Víctor Manuel) (1973)
- Para la ternura siempre hay tiempo (con Víctor Manuel) (1986)
- Mucho más que dos (con Víctor Manuel) (1993)
- El gusto es nuestro (con Víctor Manuel, Joan Manuel Serrat y Miguel Ríos) (1996)
- Cantan a Kurt Well (con Miguel Ríos) (1999)
- Una canción me trajo aquí (con Víctor Manuel) (2005)
- Canciones regaladas (con Víctor Manuel) (2015)
- Entre fandangos y habaneras (con Trío Malats) (2015)
- El gusto es nuestro 20 años (con Víctor Manuel, Joan Manuel Serrat y Miguel Ríoss) (2016)

### Álbumes en directo

#### CD
- Víctor y Ana en vivo (1983)
- Mucho más que dos (2 CD) (1994)
- El gusto es nuestro (1996)
- Dos en la carretera (CD+DVD) (2001)
- Una canción me trajo aquí (CD+DVD) (2005)
- El gusto es nuestro 20 años (2 CD+DVD) (2016)

#### DVD
- Mucho más que dos (1994)
- El gusto es nuestro (1996)
- Dos en la carretera (2001)
- Viva I'Italia (2003)
- Una canción me trajo aquí (2005)
- El gusto es nuestro 20 años (2016)

### Bandas sonoras
- Zampo y Yo (1965)
- Al diablo, con amor (1973)
- La corte de Faraón (1985)
- Divinas palabras (1987)

### Sencillos
- Eso que tú cantas   (1964)
- Zampo y yo   (1965)
- Dieron las diez   (1973)
- Lady Laura   (1973)
- Todas las cosas van hacia ti   (1975)
- Me matan si no trabajo   (1976)
- Veremos a Dolores (1977)
- De paso   (1977)
- Desde mi libertad   (1979)
- Agapimú  (1979)
- Canto de despedida   (1979)
- Vuelo blanco de gaviota    (1979)
- El trenecito  (1980) - con Miguel Bosé -
- Qué será   (1980)
- No volverán   (1980)
- Mucho más   (1980)
- El hombre del piano  (1981)
- Planeta agua   (1982)
- Balancê   (1982)
- Hijo de la tempestad   (1982)
- Volto   (1982)
- Caminando   (1982)
- Amiga (1983) - con Roberto Carlos -
- Luna (1983) - con Víctor Manuel -
- La muralla (1983)- con Víctor Manuel -
- Solo le pido a dios   (1984)
- España camisa blanca de mi esperanza  (1984)
- Mira luna   (1984)
- La corte del faraón  (1985)
- La puerta de Alcalá (1986) - con Víctor Manuel -
- Niña de agua   (1986)
- Así soy   (1986)
- Lobo hombre en París  (1988)
- A la sombra de un león  (1988)
- En sus ojos un barco   (1988)
- Una nube blanca   (1989)
- Lía  (1989)
- Arde París   (1989)
- Silvia lo sabe (1989) - con Luca Carboni -
- Ya no puedo parar   (1990)
- Amor de conuco (1990) - con Camarón de la Isla -
- Camino de vuelta   (1991)
- Margaritas a los cerdos   (1991)
- Sombras de otros tiempos   (1992)
- No me voy sin bailar   (1993)
- Derroche   (1993)
- La mentira   (1993)
- Que malo eres   (1993)
- Derroche   (1993)
- Contamíname   (1994) - con Víctor Manuel -
- Marilyn Monroe  (1994) - con Manolo Tena -
- Solo le pido a Dios (1994) - con Antonio Flores -
- Un vestido y un amor (1997) - con Fito Páez -
- Amigas   (1997)
- No sé por qué te quiero  (1997) - con Antonio Banderas -
- Entre dos amores   (1997)
- Pequeño vals vienés   (1998)
- Son de negros en Cuba   (1998)
- Herido de amor   (1998)
- Cantan a Kurt Weill (1999) - con Miguel Ríos -
- Peces de ciudad   (2001)
- No sé por qué te quiero (2001) - con Víctor Manuel -
- Si me nombras   (2001)
- Cuéntame (2001) - con David San José -
- I only have eyes for you (2003) - con Rod Stewart -
- Respirando   (2003)
- Ahora (ancora)   (2003)
- Remolino (2004) - con Francisco Céspedes -
- Mediterráneo  (2004)
- Desafinado   (2005)
- Pobrecita de mí   (2007)
- Las cuatro y diez   (2011)

## Filmografía[9]

### Como actriz
| Año  | Película                                  | Director                 |
| ---- | ----------------------------------------- | ------------------------ |
| 1965 | Zampo y yo                                | Luis Lucia               |
| 1971 | Españolas en París                        | Roberto Bodegas          |
| 1971 | Aunque la hormona se vista de seda        | Vicente Escrivá          |
| 1972 | Morbo                                     | Gonzalo Suárez           |
| 1973 | Al diablo, con amor                       | Gonzalo Suárez           |
| 1973 | Separación matrimonial                    | Angelino Fons            |
| 1974 | Vida conyugal sana                        | Roberto Bodegas          |
| 1974 | El amor del capitán Brando                | Jaime de Armiñán         |
| 1974 | Tormento                                  | Pedro Olea               |
| 1975 | A flor de piel (cortometraje)             | Luis Eduardo Aute        |
| 1975 | ¡Jo, papá!                                | Jaime de Armiñán         |
| 1976 | Emilia... parada y fonda                  | Angelino Fons            |
| 1976 | La petición                               | Pilar Miró               |
| 1976 | El Buscón                                 | Luciano Berriatúa        |
| 1977 | La oscura historia de la prima Montse     | Jordi Cadena             |
| 1977 | La criatura                               | Eloy de la Iglesia       |
| 1978 | Sonámbulos                                | Manuel Gutiérrez Aragón  |
| 1978 | Jaque a la dama                           | Francisco Rodríguez      |
| 1980 | Cuentos eróticos                          | Emma Cohen               |
| 1982 | La colmena                                | Mario Camus              |
| 1982 | Demonios en el jardín                     | Manuel Gutiérrez Aragón  |
| 1985 | La corte de Faraón                        | José Luis García Sánchez |
| 1985 | Sé infiel y no mires con quién            | Fernando Trueba          |
| 1986 | Adiós pequeña                             | Imanol Uribe             |
| 1987 | La casa de Bernarda Alba                  | Mario Camus              |
| 1987 | Divinas palabras                          | José Luis García Sánchez |
| 1988 | Miss Caribe                               | Fernando Colomo          |
| 1989 | El vuelo de la paloma                     | José Luis García Sánchez |
| 1992 | Después del sueño                         | Mario Camus              |
| 1993 | Rosa rosae                                | Fernando Colomo          |
| 1993 | El marido perfecto                        | Beda Docampo Feijóo      |
| 1993 | Tirano Banderas                           | José Luis García Sánchez |
| 1994 | La pasión turca                           | Vicente Aranda           |
| 1996 | Libertarias                               | Vicente Aranda           |
| 1996 | El amor perjudica seriamente la salud     | Manuel Gómez Pereira     |
| 1999 | Cada día hay más besos (cortometraje)     | Gregorio Guzmán          |
| 2001 | Antigua vida mía                          | Héctor Olivera           |
| 2004 | Cosas que hacen que la vida valga la pena | Manuel Gómez Pereira     |
| 2016 | La reina de España                        | Fernando Trueba          |
| 2025 | Islas                                     | Marina Seresesky         |

### Como directora
| Película                                | Año  |
| --------------------------------------- | ---- |
| Cómo ser mujer y no morir en el intento | 1991 |

## Televisión
| Serie/programa      | Episodio                                 | Año(s)    |
| ------------------- | ---------------------------------------- | --------- |
| Hora once           | Ligazón                                  | 1968      |
| El premio           | Un premio en el café                     | 1968      |
| Teatro de siempre   | Los caprichos de Mariana                 | 1970      |
| Teatro de siempre   | Hamlet en los suburbios                  | 1970      |
| Teatro de siempre   | La comedia nueva                         | 1970      |
| Pequeño estudio     | La trampa                                | 1970      |
| Crimen y castigo    | Protagonista                             | 1970      |
| La pequeña Dorrit   | Protagonista                             | 1970-1971 |
| Teatro de siempre   | Antígona                                 | 1970      |
| Hora once           | El extraño secreto de Shalken, el pintor | 1970      |
| Hora once           | Eleonora                                 | 1971      |
| Juegos para mayores | La finca                                 | 1971      |
| Estudio 1           | Retablo de las mocedades del Cid         | 1971      |
| Estudio 1           | Romeo y Julieta                          | 1972      |
| Fortunata y Jacinta | Protagonista                             | 1980      |
| Petra Delicado      | Protagonista                             | 1999      |
| Cheers              | Corbatas y pigmeos                       | 2011      |
| Hospital Central    | Fobias                                   | 2012      |
| Traición            | Protagonista                             | 2017-2018 |
| Un cuento perfecto  | Colaboración especial                    | 2023      |

## Teatro
| Obra                                        | Autor/a                           | Año(s)         |
| ------------------------------------------- | --------------------------------- | -------------- |
| Numancia                                    | Miguel de Cervantes               | 1966-1968      |
| El burlador de Sevilla                      | Tirso de Molina                   | 1967           |
| El rey Lear                                 | William Shakespeare               | 1967-1968      |
| Las mujeres sabias                          | Molière                           | 1967-1968      |
| El rufián castrucho                         | Lope de Vega                      | 1968           |
| Don Juan Tenorio                            | José Zorrilla                     | 1968           |
| Las mocedades del Cid                       | Guillén de Castro                 | 1968-1969      |
| Medida por medida                           | William Shakespeare               | 1969           |
| Te espero ayer                              | Manuel Pombo Angulo               | 1969           |
| El sí de las niñas                          | Leandro Fernández de Moratín      | 1969-1970      |
| El condenado por desconfiado                | Tirso de Molina                   | 1970           |
| Los niños                                   | Diego Salvador Blanca             | 1970           |
| Un sabor a miel                             | Shelagh Delanay                   | 1971           |
| Ravos                                       | Víctor Manuel San José            | 1972           |
| Antígona                                    | Jean Anouilh                      | 1975           |
| Tío Vania                                   | Antón Chejov                      | 1978-1979      |
| La hija del aire                            | Pedro Calderón de la Barca        | 1981-1982      |
| La gallina ciega (Lectura dramatizada)      | Max Aub                           | 1983           |
| La casa de Bernarda Alba                    | Federico García Lorca             | 1984-1985      |
| Hamlet                                      | William Shakespeare               | 1989-1990      |
| La gallarda                                 | Rafael Alberti                    | 1992           |
| El mercader de Venecia                      | William Shakespeare               | 1992-1993      |
| La bella Helena                             | Jacques Offenbach                 | 1995-1996      |
| Lorca                                       | Federico García Lorca             | 1998           |
| Defensa de dama                             | Isabel Carmona y Joaquín Hinojosa | 2002           |
| Don Juan Tenorio (Lectura dramatizada)      | José Zorrilla                     | 2004           |
| Diatriba de amor contra un hombre sentado   | Gabriel García Márquez            | 2004-2005      |
| Fedra                                       | Séneca                            | 2007/2009-2010 |
| La plaza del Diamante (Lectura dramatizada) | Mercè Rodoreda                    | 2008           |
| Música callada. La vida rima (Recital)      | Luis García Montero               | 2011-2012      |
| Electra                                     | Eurípides                         | 2012           |
| Kathie y el hipopótamo                      | Mario Vargas Llosa                | 2013-2015      |
| Medea                                       | Eurípides y Séneca                | 2015-2016      |
| El faro                                     | Luis García Montero               | 2018           |
| Eva contra Eva                              | Pau Miró                          | 2021-2022      |
| Antonio y Cleopatra                         | William Shakespeare               | 2021           |
| Romeo y Julieta despiertan…                 | Eberhard Petschinka               | 2023-2024      |

## Premios y nominaciones

### Premios generales

#### Fotogramas de Plata
| Año  | Categoría                      | Película/Montaje/Serie                            | Resultado |
| ---- | ------------------------------ | ------------------------------------------------- | --------- |
| 2021 | Premio Especial Fotogramas     | Toda una vida                                     | Ganadora  |
| 2017 | Mejor actriz de televisión     | Traición                                          | Finalista |
| 2015 | Mejor actriz de teatro         | Medea                                             | Finalista |
| 2007 | Mejor actriz de teatro         | Fedra                                             | Ganadora  |
| 2004 | Mejor actriz de cine           | Cosas que hacen que la vida valga la pena         | Finalista |
| 1995 | Mejor intérprete de teatro     | La bella Helena                                   | Ganadora  |
| 1994 | Mejor actriz de cine           | La pasión turca                                   | Ganadora  |
| 1992 | Mejor intérprete de teatro     | El mercader de Venecia                            | Finalista |
| 1989 | Mejor intérprete de teatro     | Hamlet                                            | Finalista |
| 1987 | Mejor actriz de cine           | Divinas palabras La casa de Bernarda Alba         | Finalista |
| 1985 | Mejor actriz de cine           | La corte de Faraón Sé infiel y no mires con quién | Finalista |
| 1984 | Mejor intérprete de teatro     | La casa de Bernarda Alba                          | Finalista |
| 1982 | Mejor actriz de cine           | Demonios en el jardín                             | Finalista |
| 1980 | Mejor intérprete de televisión | Fortunata y Jacinta                               | Ganadora  |
| 1979 | Mejor actividad musical        | Ana                                               | Ganadora  |
| 1978 | Mejor labor teatral            | Tío Vania                                         | Ganadora  |
| 1971 | Mejor intérprete de televisión | Estudio 1: Retablo de las mocedades del Cid       | Ganadora  |

#### Unión de Actores
| Año  | Categoría                           | Película/Montaje                          | Resultado |
| ---- | ----------------------------------- | ----------------------------------------- | --------- |
| 2025 | Premio Toda Una Vida                | Trayectoria                               | Ganadora  |
| 2021 | Mejor actriz protagonista de teatro | Antonio y Cleopatra                       | Finalista |
| 2015 | Mejor actriz protagonista de teatro | Medea                                     | Finalista |
| 2007 | Mejor actriz protagonista de teatro | Fedra                                     | Finalista |
| 2004 | Mejor actriz protagonista de cine   | Cosas que hacen que la vida valga la pena | Finalista |

#### TP de Oro
| Año  | Categoría    | Serie               | Resultado |
| ---- | ------------ | ------------------- | --------- |
| 1980 | Mejor actriz | Fortunata y Jacinta | Ganadora  |

#### Premios ACE (Nueva York)
| Año  | Categoría                           | Serie                 | Resultado |
| ---- | ----------------------------------- | --------------------- | --------- |
| 1982 | Mejor actriz de reparto             | Demonios en el jardín | Ganadora  |
| 2018 | Personalidad femenina del año en TV | Traición              | Ganadora  |

#### Premios Onda
| Año  | Categoría          | Película/Montaje/Disco/Gira             | Resultado |
| ---- | ------------------ | --------------------------------------- | --------- |
| 1991 | Mejor director     | Cómo ser mujer y no morir en el intento | Ganadora  |
| 1996 | Mejor gira musical | El gusto es nuestro                     | Ganadora  |

### Premios cinematográficos

#### Premios anuales
Premios Goya
| Año  | Categoría                                  | Película                                  | Resultado |
| ---- | ------------------------------------------ | ----------------------------------------- | --------- |
| 1988 | Mejor interpretación femenina protagonista | Miss Caribe                               | Nominada  |
| 1989 | Mejor interpretación femenina protagonista | El vuelo de la paloma                     | Nominada  |
| 1991 | Mejor dirección novel                      | Cómo ser mujer y no morir en el intento   | Nominada  |
| 1994 | Mejor interpretación femenina protagonista | La pasión turca                           | Nominada  |
| 2004 | Mejor interpretación femenina protagonista | Cosas que hacen que la vida valga la pena | Nominada  |
| 2016 | Goya de honor                              |                                           | Ganadora  |

Premios Sant Jordi de Cinematografía
| Año  | Categoría                           | Resultado |
| ---- | ----------------------------------- | --------- |
| 2018 | Premio a la trayectoria profesional | Ganadora  |

Medallas del Círculo de Escritores Cinematográficos
| Año  | Categoría        | Resultado |
| ---- | ---------------- | --------- |
| 2013 | Medalla de Honor | Ganadora  |

Premios ADIRCAE
| Año  | Categoría    | Película        | Resultado |
| ---- | ------------ | --------------- | --------- |
| 1994 | Mejor actriz | La pasión turca | Ganadora  |

Premios Turia
| Año  | Categoría    | Película                                  | Resultado |
| ---- | ------------ | ----------------------------------------- | --------- |
| 2004 | Mejor actriz | Cosas que hacen que la vida valga la pena | Ganadora  |

#### Festivales
Festival de Cine de San Sebastián
| Año  | Categoría                   | Película | Resultado |
| ---- | --------------------------- | -------- | --------- |
| 1972 | Mención especial del jurado | Morbo    | Ganadora  |

Festival Internacional de Cine de Venecia
| 1987 | Categoría                    | Película         | Resultado |
| ---- | ---------------------------- | ---------------- | --------- |
| 1987 | Copa Volpi a la mejor actriz | Divinas palabras | Candidata |

Festival de Cine de Berlín
| Año  | Categoría    | Película                    | Resultado |
| ---- | ------------ | --------------------------- | --------- |
| 1974 | Mejor actriz | El amor del capitán Brandon | Candidata |
| 1980 | Mejor actriz | La colmena                  | Candidata |

Festival de Cine de Madrid
| Año  | Categoría       | Resultado |
| ---- | --------------- | --------- |
| 2020 | Premio de Honor | Ganadora  |

Festival de Cine de Peñíscola
| Año  | Categoría    | Película                              | Resultado |
| ---- | ------------ | ------------------------------------- | --------- |
| 1996 | Mejor actriz | El amor perjudica seriamente la salud | Ganadora  |

Festival de Cine de Montecarlo
| Año  | Categoría    | Película                                  | Resultado |
| ---- | ------------ | ----------------------------------------- | --------- |
| 2004 | Mejor actriz | Cosas que hacen que la vida valga la pena | Ganadora  |

Festival de Cine Español de Málaga
| 2006 | Premio Málaga | Honorífico |
| ---- | ------------- | ---------- |

Festival de Cine de Alfás del Pí
| 1997 | Faro de Plata | Honorífico |
| ---- | ------------- | ---------- |

Semana de Cine de Melilla
| 2017 | Premio José Sacristán | Honorífico |
| ---- | --------------------- | ---------- |

Otros premios
- 1978
  - Premio Sambrasil a la mejor actriz por Jaque a la dama.
- 1983
  - Premio Bronce a la mejor actriz por La colmena y Demonios en el jardín.
- 1985
  - Premio Bronce a la mejor actriz por La corte de Faraón.
- 1993
  - Premio Cóndor de Plata a la mejor actriz protagónica por El marido perfecto (nominación).
- 1994
  - Rosa de Sant Jordi a la mejor actriz por La pasión turca.

### Premios teatrales

#### Premio Corral de Comedias
| Año  | Categoría   | Resultado |
| ---- | ----------- | --------- |
| 2020 | Trayectoria | Ganadora  |

#### Premio Nacional de Teatro Pepe Isbert
| Año  | Categoría   | Resultado |
| ---- | ----------- | --------- |
| 2023 | Trayectoria | Ganadora  |

#### Premio La Barraca de las Artes Escénicas
| Año  | Categoría   | Resultado |
| ---- | ----------- | --------- |
| 2024 | Trayectoria | Ganadora  |

#### Premios Valle Inclán de Teatro
| Año  | Categoría                    | Montaje | Resultado                |
| ---- | ---------------------------- | ------- | ------------------------ |
| 2015 | X Premio Valle Inclán        | Medea   | Finalista                |
| 2007 | Personalidad teatral del año | Fedra   | Finalista (2.ª posición) |

#### Premios Mayte
| Año  | Categoría                 | Montaje                                   | Resultado                |
| ---- | ------------------------- | ----------------------------------------- | ------------------------ |
| 2007 | Mejor actriz protagonista | Fedra                                     | Finalista                |
| 2005 | Mejor actriz protagonista | Diatriba de amor contra un hombre sentado | Finalista                |
| 2002 | Mejor actriz protagonista | Defensa de dama                           | Finalista (2.ª posición) |
| 1982 | Mejor actriz protagonista | La hija del aire                          | Finalista                |

#### Premios Ercilla
| Año  | Categoría                 | Montaje                | Resultado |
| ---- | ------------------------- | ---------------------- | --------- |
| 2014 | Mejor intérprete femenina | Kathie y el hipopótamo | Finalista |
| 2007 | Mejor intérprete femenina | Fedra                  | Finalista |

#### Premios Teatro de Rojas
| Año  | Categoría                     | Montaje                | Resultado |
| ---- | ----------------------------- | ---------------------- | --------- |
| 2015 | Mejor Interpretación Femenina | Kathie y el hipopótamo | Finalista |

Premios FIT
| Año  | Categoría       | Resultado |
| ---- | --------------- | --------- |
| 2010 | Premio de Honor | Ganadora  |

Premios Actúa Aisge
| Año  | Categoría       | Resultado |
| ---- | --------------- | --------- |
| 2015 | Premio de honor | Ganadora  |

Premios Lorenzo Luzuriaga
| Año  | Categoría       | Resultado |
| ---- | --------------- | --------- |
| 2010 | Premio de honor | Ganadora  |

### Premios musicales

#### Grammy Latino
| Año  | Categoría                                       | Álbum           | Resultado |
| ---- | ----------------------------------------------- | --------------- | --------- |
| 2015 | Grammy Latino a la Excelencia Musical           | Premio de Honor | Ganadora  |
| 2007 | Grammy Latino al mejor álbum pop vocal femenino | Anatomía        | Finalista |
| 2001 | Grammy Latino a la mejor solista femenina       | Peces de ciudad | Finalista |

#### Premios Amigo
| Año  | Categoría              | Álbum           | Resultado |
| ---- | ---------------------- | --------------- | --------- |
| 2001 | Mejor solista femenina | Peces de ciudad | Finalista |
| 1998 | Mejor solista femenina | Lorquiana       | Finalista |
| 1997 | Mejor solista femenina | Mírame          | Finalista |

#### Premios Carlos Gardel
| Año  | Categoría                     | Álbum     | Resultado |
| ---- | ----------------------------- | --------- | --------- |
| 1998 | Mejor solista femenina latina | Lorquiana | Ganadora  |

#### Premios Martín Fierro
| Año  | Categoría                 | Álbum                  | Resultado |
| ---- | ------------------------- | ---------------------- | --------- |
| 1999 | Mejor cantante extranjera | Ana Belén en Argentina | Ganadora  |

#### Premios de la Música
| Año  | Categoría  | Álbum               | Resultado |
| ---- | ---------- | ------------------- | --------- |
| 1996 | Mejor Gira | El gusto es nuestro | Ganadora  |

#### Premios Cadena Dial
| Año  | Categoría              | Álbum  | Resultado |
| ---- | ---------------------- | ------ | --------- |
| 1996 | Mejor solista femenina | Mírame | Ganadora  |

#### Festival Internacional de la Canción de Viña del Mar
| Año  | Categoría         | Resultado |
| ---- | ----------------- | --------- |
| 1983 | Antorcha de Plata | Ganadora  |

#### Concurso Radio España Todo Vale
| Año  | Categoría     | Resultado |
| ---- | ------------- | --------- |
| 1962 | Nuevo talento | Ganadora  |

### Premios a toda la trayectoria artística
- Premio Cambio 16 (1983).
- Caballero de la Orden de las Artes y Letras de Francia (1986).
- Premio Queridísimo 94.
- Medalla de Oro de la Academia de las Artes y las Ciencias Cinematográficas de España (1995).
- Premio Faro de Plata del Festival de Alfàs del Pi (1997).
- Premio William Layton (2000).
- Premio Mujer ELLE (2001).
- Premio Florián Rey (2003).
- Homenaje en el Festival de Cine de Toulouse (2003).
- Premio Málaga del Festival de Cine Español de Málaga (2006).
- Medalla de Oro al Mérito en las Bellas Artes (2007).
- Homenaje a la trayectoria cinematográfica en la XIV Muestra de Cine Español de Tudela (2008).
- Premio Shangay por su trayectoria profesional (2009).
- Premio Biznaga de Plata Yo Dona (2010).
- Premio Julián Besteiro (2010).
- Premio Lorenzo Luzuriaga (2010).
- Premio FIT Homenaje del Festival Iberoamericano de Cádiz (2010).
- Premio del Club de Medios (2011).
- Premio Demetrio Pisondera del festival de cortometrajes de Torrelavega (2012).
- Premio Especial Mr. Gay Pride España (2012).
- Miembro Honorífico del Claustro Universitario de las Artes (2012).
- Medalla de Orden Nacional en Grado de Oficial 2012 (Ecuador).
- Premio Artista Traveler (2015).
- Grammy Latino a la excelencia musical (2015).
- Premio Actúa Aisge (2015).
- Premio Anastasio de Gracia (2016).
- Premio Alice Guy del Festival CIBRA (2016).
- Premio Goya de Honor (2017).
- Premio José Sacristán de la IX Semana de Cine Ciudad de Melilla (2017).
- Premio Sello de Oro 2017 (Zlatni pecat) de la Filmoteca Yugoslava (Belgrado).
- Premio Matahombres de Oro (2018).
- Premio Sant Jordi de RNE a la Trayectoria (2018).
- Premio de Honor en el II Festival Internacional de Cine de Barcelona-Sant Jordi 2018 (BCN FILM FEST).
- Premio ACE (Nueva York) a la Personalidad del Año de Televisión por Traición (2018).
- Premio Internacional Yo Dona 2018.[12]
- Premio José Antonio Labordeta (2018).
- Premio ARTE (Asociación de Representantes Técnicos del Espectáculo) a la Trayectoria Artística (2019).
- Premio Dama de Fuentes del XXIV Festival de Cine de Fuentes de Ebro (2019).
- Premio Corral de Comedias del Festival de Teatro Clásico de Almagro (2020).
- Premio de Honor del Festival de Cine de Madrid (2020).
- Premio Especial Fotogramas de Plata a Toda una vida (2022).
- Premio Pop Eye Honorífico 2022.
- Premio Rafael Azcona 2022 del Festival de Cine Octubre Corto.
- Premio MAS Trayectoria 2022 (Mujeres a seguir).
- Premio Cineuropa 2022.
- Premio Una Vida de Cine del Festival Internacional de Cine de Benalmádena (2023).
- Premio Académica de Honor de la Academia de las Artes Escénicas de España (2023).
- Premio Nacional de Teatro Pepe Isbert (2023).
- Premio La Barraca a las Artes Escénicas 2024.[13]
- Premio Makila de Honor 2024.
- Premio Pasionaria 2024.
- Premio de la Unión de Actores y Actrices a toda una vida 2025.
- Premio ELLE Style Awards "Toda una vida" 2025.